# 水上勉
水上 勉（みずかみ つとむ、1919年3月8日 - 2004年9月8日）は、日本の小説家。福井県生まれ。社会派推理小説『飢餓海峡』、少年時代の禅寺での修行体験を元にした『雁の寺』、伝記小説『一休』などで知られる。禅寺を出奔して様々な職業を経ながら宇野浩二に師事、社会派推理小説で好評を博して、次第に純文学的色彩を深め、自伝的小説や女性の宿命的な悲しさを描いた作品で多くの読者を獲得。その後は歴史小説や劇作にも取り組む一方、伝記物に秀作を残した。作品の映像化も多い。日本芸術院会員、文化功労者。位階は正四位。

## 生涯

### 生い立ち
福井県大飯郡本郷村（現おおい町）の、佐分利川沿いの集落で棺桶造りや宮大工をしていた家に生まれ、5人兄弟の次男として育った。生家は乞食谷（こじきだん）と呼ばれる谷の上にあり、そこは死体を埋める谷のとば口で、一家は地元の素封家の所有する薪小屋に住んでいた。8歳の時には北丹後大震災に逢い、家から茶畑に避難する経験をした。当時京都の臨済宗寺院相国寺塔頭、瑞春院の住職になった山盛松庵が、若狭で酒井家賞を受けた子供から小僧をとろうとして選ばれ、貧困もあって、9歳の時に京都の伯父の元に送られ、10歳の時に正式に瑞春院に入った。（この時、寺に住み込んで画の練習をしている南画家の服部二柳を見ている）得度して水上集英に改名、室町小学校を卒業し、柴野中学に通う。
しかし修行生活の厳しさに13歳の時に出奔。その後、連れ戻されて等持院に移り、僧名承弁に改名。1933年旧制花園中学校（現・花園中学校・高等学校）3年に編入、等持院の蔵書の小説本を無断で貪り読み文学への関心を持った。16歳から18歳まで、東福寺管長だった尾関本孝の隠寺や典座の仕事を受け持つ。等持院住職の二階堂竺源は衣笠貞之助と親しく、等持院には東亜キネマの撮影所があって、撮影の手伝いもさせられ、これらの経験がのちに『雁の寺』、『金閣炎上』の執筆に生かされた。また等持院に立ち寄る宮嶋蓬州や錦織大宗にも接した。中学4年の時に『都新聞』に投稿するようになり、卒業後は寺を出て伯父の下駄屋で働き、むぎわら膏薬の西村才天堂の行商を経て、1937年（昭和12年）、立命館大学文学部国文学科に入学、同年に府庁で満蒙開拓義勇軍への勧誘を行う仕事に就いた後、満州にある国際運輸社の社員となって奉天に渡るが、翌年結核を患い、帰国療養として若狭に戻る。文学書を読み漁り、水上努の名で『月刊文章』『作品倶楽部』に投稿、『月刊文章』で選外佳作となって初めて文章が活字になった。
1940年に、父が駒込で勝林寺を蓬莱町から染井へ移築する作業や、動坂目赤不動（南谷寺）建築のために、東京で仕事をしていたのを頼って上京したが、父はすぐに京都に帰ったため、『作品倶楽部』選者の丸山義二を頼り日本農林新聞に入社。ここで農民文学懇話会の作家たちも間近に見る。また丸山の紹介で同人誌「東洋物語」に参加。そのメンバーの三島正六の紹介で『報知新聞』に入り、そこで和田芳恵の知遇を得て学芸社に移り、文芸書出版の仕事に就き、海音寺潮五郎や武者小路実篤も担当した。さらに印刷会社を経て三笠書房に勤める。この頃「東洋文学」は、情報局の命令で「作家精神」などと合同して「新文芸」となり、その編集にたずさわった。1943年に映画配給会社に移るが、東京都からの助成金を得て郷里に疎開、大飯郡青郷国民学校高野分校に助教として勤める。結核のために第二国民兵役だったが1944年には召集を受けて、京都伏見深草中部43部隊の輜重隊に所属。その後召集解除となって青郷国民学校に戻り、終戦を迎えた。

### 作家デビュー
戦後9月に学校を退職して東京へ出て、神田で妻の叔父が経営する工場に間借りする。1946年に虹書房を興し、学芸社の同僚だった山岸一夫とともに雑誌『新文藝』を創刊、石川啄木、樋口一葉などの作を刊行し、水上若狭男の筆名で短編小説を掲載した。和田芳恵が『日本小説』を創刊する際に、誌名のアイデアを出したのも水上だった。この頃、信州松本に疎開中の宇野浩二に執筆依頼に行き、宇野がかつて「水上潔」の変名を使っていたことで知遇を得、宇野が東京本郷に移ってからも腱鞘炎を患っていた宇野の口述筆記を長く行なうようになって、文学の師と仰ぐようになり、『苦の世界』なども刊行する。また宇野に巖谷大四を紹介されて、生活のためにあかね書房や小峯書店で童話や少年少女もの、童話の創作や、「家なき子」「きつねの裁判」などの翻訳ダイジェスト、偉人伝などを執筆した。『新文藝』は資力や印刷事情のために3号で休刊。1947年に虹書房は解散し、一時文潮社の嘱託として出版企画に参加、ここで田中英光と親しくなった。
北海道の『大道』という雑誌に書いた自身の日常そのままを短編にした「雁の日」で宇野に褒められて発奮、ついで1948年に文潮社から長編の身辺小説『フライパンの歌』を刊行し、宇野浩二の序文や「昭和の貧乏物語」という文句の広告もあって良い売れ行きを示した。これに大映が映画化を申し込み、5万円の手付金をもらったが、予定していた監督の島耕二が新東宝に移籍したため企画は中止された。さらに妻が家を出て行くなどで銷沈して、その後の原稿依頼もなく、また体調も思わしくなく、3歳の幼児を抱えて生活に追われ、文筆活動からは遠ざかることになる。1953年に山岸一夫の紹介で日本繊維経済研究所の月刊誌『繊維』の編集の仕事に就き、1954年に山岸と週刊の「東京服飾新聞」を発行するが、これも不況で立ち行かず、洋服生地の行商を始める。またこの頃山岸の紹介で西方叡子と再婚し、このため小石川の富坂にある俳優の加藤嘉宅の2階に間借りし、その後松戸、それからまた小石川の初音町に移る。叡子が川上宗薫の義妹と高校・短大の同級生だった縁で知己となり、川上の参加していた同人誌「半世界」にも顔を出すようになり、また菊村到も紹介され、小説執筆を促された。
1958年に服の行商の電車の中で松本清張『点と線』を貪り読み、これに刺激されて「単なる殺人も、その背後に社会性と人道主義的な動機をひそませれば、充分読みごたえのある推理小説となり、ちゃんとした「小説」になり得ると思った」と考え、『繊維』時代の経験から1955年前後に起きた日本共産党の「トラック部隊事件」を題材にした推理小説を書き、川上宗薫の紹介で河出書房の編集者坂本一亀の手に渡り、4回の書き直しを経て、『霧と影』の題で1959年に宇野浩二の序文と、菊村到、吉行淳之介の推薦文の帯を付けて出版、初版3万部が1ヶ月で売り切れ、一躍流行作家となった。当時生活を支えるために妻がキャバレーのホステスとして働いており、坂本がその店へ原稿料を届けに行った際、「奥さん、長いこと、ご苦労さんでした。水上さんは、これで、作家になられました」と言ったという。

### 流行作家として
1959年にはニッポン放送のラジオドラマの企画で委嘱を受けた、多岐川恭ら若手推理作家の親睦団体「他殺クラブ」に参加。

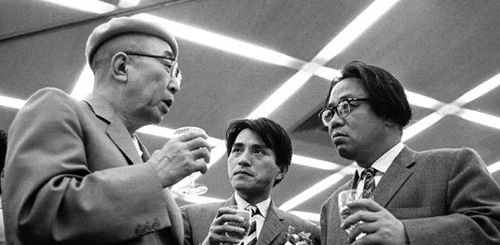
直木賞受賞祝賀会場にて。左から江戸川乱歩、水上勉、松本清張。（1961年）

1959年に、原因が未解明のままだった水俣病（水俣奇病）に関心を深めて水俣市に取材に行き「不知火海沿岸」として発表、翌1960年これを長編化して、作中では架空の「水潟病」を工場犯人と断定した『海の牙』を発表し、『霧と影』に続いて直木賞候補、翌1961年に第14回日本探偵作家クラブ賞を受賞、社会派推理作家として認められた。しかし水上自身は推理小説に空虚感を感じており、『うつぼの筐舟』の頃からは「人間を描きたい」という気持ちから、社会派的というよりは純文学的な推理小説を書くようになり、自分がよく知る禅寺の人間たちを題材にしつつ推理小説の体裁を取り入れた『雁の寺』を執筆、吉田健一の激賞により注目され、同年に第45回直木賞を受賞。当時は「三十七の職業を持った男」とも喧伝された。この続編『雁の村』『雁の森』『雁の死』や、『越前竹人形』『五番町夕霧楼』『櫻守』などを続々と発表、洞爺丸事故を題材にした社会派推理の大作『飢餓海峡』（1963年）も大きな話題を呼んだ。
主に北陸や京都などを舞台にとった、貧しい庶民の生活を題材にした暗い叙情的な作品は「水上節」とも称された。一時は月産1200枚をこなす人気となり、松本清張、笹沢左保、梶山季之と並ぶ推理界の量産作家四天王とも呼ばれた。また直木賞受賞後に、文藝春秋社の講演旅行で親しくなった柴田錬三郎に薦められてゴルフを始め、柴田の催す球々会にも参加、また軽井沢の貸別荘で夏を過ごすようになり、そこで丹羽文雄にゴルフの手ほどきを受けるなど、文壇での交友を広げた。小林秀雄とも講演旅行がきっかけで懇意となり、湯河原で一緒に正月を過ごすことが20年ほど続き、小林は瀬戸内晴美に向かって、作家としての「才能の山」を持っている作家として水上を挙げていた。
1962年から『オール讀物』推理小説新人賞選考委員。1966年から直木賞選考委員（1985年に芥川賞選考委員へ移り1990年まで務める）。1968年、日本文芸家協会出版著作評議員、また『宇野浩二全集』（中央公論社）の編集委員を務める。1974年日本文芸家協会理事。今東光が参議院議員に立候補した際は、川端康成とともに応援演説に立った。
次女が二分脊椎症という病気であったことなどから身体障害者の問題に関心を持ち、1963年に重症心身障害児への福祉政策について述べた「拝啓池田総理大臣殿」を発表。中村裕による福祉工場「太陽の家」に設立に参加し、東京在住理事も務めた他、体験を元にした小説『くるま椅子の歌』等、社会福祉の遅れについての発言や活動も行った。その後も伝記文学『一休』『良寛』、童話『ブンナよ、木からおりてこい』、そして数々のエッセイなどを旺盛に書き続ける。川上宗薫とは、互いに相手を誹謗するモデル小説『作家の喧嘩』と『好色』を書きあった結果、不仲となるが、のちに佐藤愛子のパーティで再会し、人を介して和解した。講演の名手でもあり「40数年間に36回も職業を変えた経験を持っているから話題も豊富だし、例の「水上節」で、会場をしいんとさせ、多くの中年女性にハンカチをとり出させたりする。」（柴田錬三郎）と評された。
1965年に訪日した老舎、劉白羽の訪問を受け、禅宗の話題で意気投合。老舎没後10年を経た1975年に井上靖のはからいで訪中作家団に参加。以後もたびたび訪中し、中国の作家とも交流を深め、また水上作品の中国語訳も増え、日中文化交流協会の常務理事も務めた。1981年には『華岡青洲の妻』と『ブンナよ、木からおりてこい』の訪中演劇団に有吉佐和子とともに同行。
1977年頃、軽井沢に竹人形の工房を作り、人形劇の劇団「竹芸」を始める。1985年に劇団を若狭に移し、劇場に図書館を併設した若州一滴文庫を設立。1986年にリューマチを患い右手が腫れ上がる。

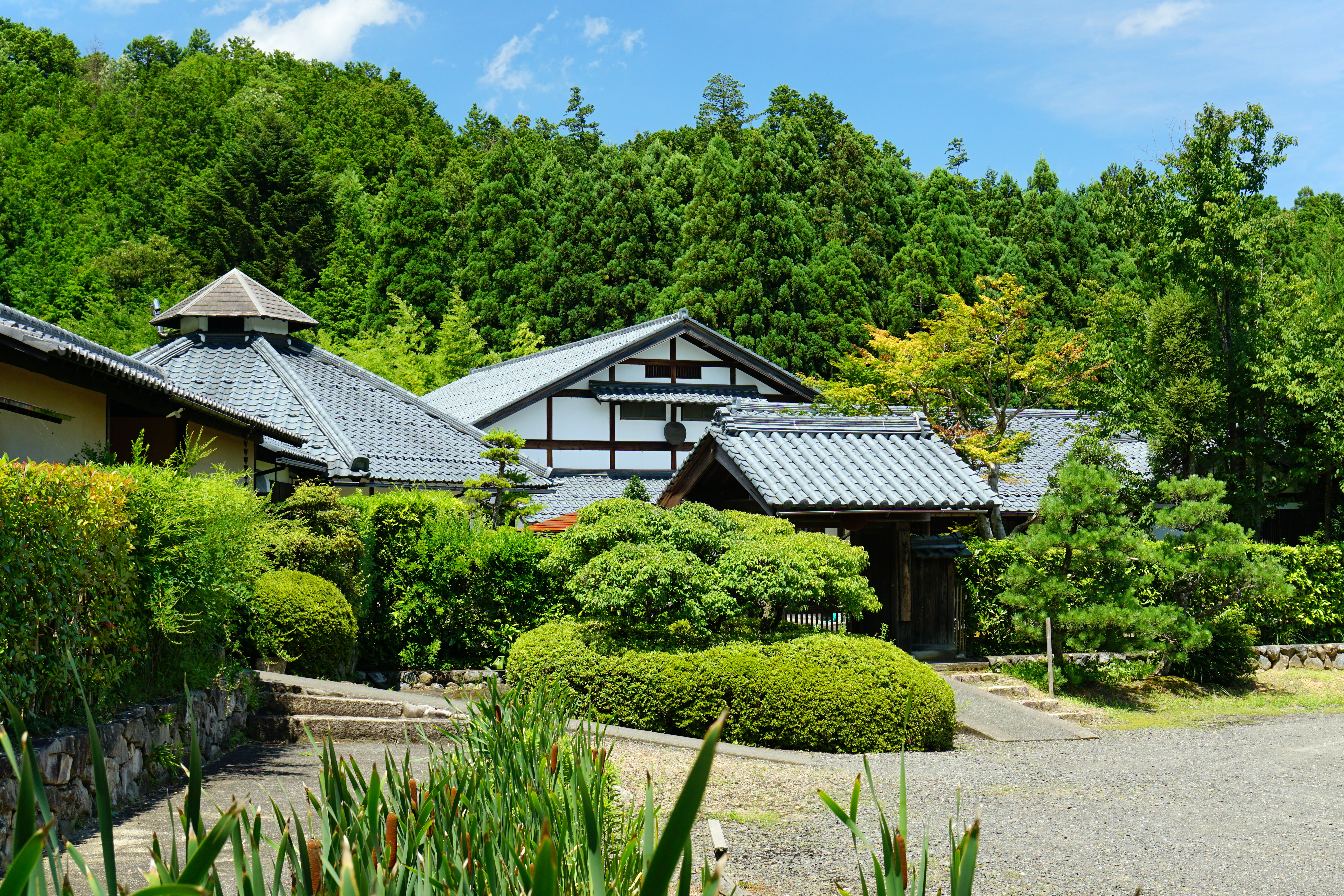
若州一滴文庫

### 晩年
1989年（平成元年）、訪中作家団の団長として訪れた北京において天安門事件を目の当たりにし、市内の交通が途絶して北京飯店に三日間足止めになるが、東京からの救援機第1号にて帰国。直後に心筋梗塞で倒れ、集中治療室に三日間入り、心臓の三分の二が壊死、1993年「蛍」など療養とリハビリを背景とした作品を執筆、北京滞在時、および闘病の体験は『心筋梗塞の前後』として刊行されている。心筋梗塞後は軽井沢の別荘を売って、長野県北御牧村に家を買い、仕事場を移した。同じ心筋梗塞の闘病経験のある不破哲三とも、家族ぐるみで交友を持つようになり、1999年の京都市長選挙では不破の依頼で井上吉郎候補への支援文を寄せた（これらの書簡、対談等は『同じ世代を生きて』所収）。1999年79歳の時に左目を眼底出血と網膜剥離で手術し、失明に近い状態になり、ついで右目を白内障で手術し、半年間入院。
1989年の心筋梗塞の退院後には、万年筆での原稿執筆がつらくなり、ワープロを利用した執筆を始め、その後はMacintoshを利用するようになり、電子メールも使い始める。また大阪のかんでんエルハートの障害者工場に触発されて、小諸市の仕事場にMacintoshを複数台購入し、「勘六山電脳小学校」と名づけて障害者のための訓練場として開放しようとしていた。眼の手術して左眼失明した後は、音声入力ソフト「ビアボイス(ViaVoice)」を活用した原稿執筆も行うようになった。 上京する際はPowerBookを持ち歩いていたこともある。自ら描いた絵をスキャンして、その画像をインクジェットプリンタで竹紙に印刷したものを「版画」と呼んで楽しんでいたこともある。当時「たとえば早稲田大学も、これからは早稲田＜検索＞大学になるんだ」と話すなど、今でいうeラーニングにも関心があったようである。パソコンやインターネットを障害者や高齢者、地方に住む者のハンディキャップを補う道具としてとらえていたと考えられる。2001年、蘇曼殊の詩に触発されて書いた最後の長編小説『虚竹の笛 尺八私考』で親鸞賞を受賞。
2004年（平成16年）9月8日肺炎の為、長野県東御市で死去。85歳没。死後、正四位に叙され、旭日重光章を授けられた。没日は直木賞受賞作『雁の寺』に因んで帰雁忌と呼ばれる。
2006年（平成18年）、横瀬夜雨の伝記小説『筑波根物語』（1965年に『中央公論』に連載）刊行。

### 家族・交友
1941年に加瀬益子と同棲。長男凌（窪島誠一郎）をもうけるが、戦争と生活苦のため靴の修繕屋に養子に出し、東京大空襲で行方不明になる。1943年に松守敏子と結婚し長女蕗子をもうけるが、1949年敏子が子どもを置いて印刷会社の息子と駆け落ちしてしまったため離婚、長女蕗子は若狭の両親に預ける。1956年に15歳下の西方叡子と再婚し、蕗子を手元に引き取り、1960年に次女直子が生まれる。直子は生後すぐに手術し、2年後に国立別府病院で妻の骨を移植する手術を行い、2人は治療のため3年間別府市に滞在する。蕗子は、俳優・京極潔（本名・勝亦純也）と結婚するが、京極は1973年に自宅の火事で焼死した。1977年に窪島誠一郎と34年ぶりに再会し、息子の存在が初めて公になった。
宇野浩二没後には、遺品の机を贈られている。

## 主な受賞歴
- 1961年（昭和36年） - 第14回日本探偵作家クラブ賞（『海の牙』）
- 1961年（昭和36年） - 第45回直木三十五賞（『雁の寺』）
- 1965年（昭和40年） - 第27回文藝春秋読者賞（『城』）
- 1966年（昭和41年） - 第 4回婦人公論読者賞（『くるま椅子のうた』）
- 1970年（昭和45年） - 第19回菊池寛賞（『宇野浩二伝』）
- 1973年（昭和48年） - 第 7回吉川英治文学賞（『北国の女の物語』、『兵卒の鬃』）
- 1975年（昭和50年） - 第11回谷崎潤一郎賞（『一休』）
- 1977年（昭和52年） - 第 4回川端康成文学賞（『寺泊』）
- 1981年（昭和56年） - 第16回斎田喬戯曲賞（『あひるの靴』）
- 1984年（昭和59年） - 毎日芸術賞（『良寛』）
- 1986年（昭和61年） - 第42回日本芸術院賞・恩賜賞[29]、大飯町名誉町民[30]
- 1988年（昭和63年） - 日本芸術院会員
- 1990年（平成2年） - 福井県民賞[31]
- 1992年（平成4年） - 第8回東京都文化賞
- 1998年（平成10年） - 文化功労者
- 2002年（平成14年） - 第2回親鸞賞（『虚竹の笛』）
- 2004年（平成16年） - 正四位・旭日重光章

## 作品

### 社会派推理と純文学
社会派推理小説は、戦後の社会で「アメリカ化を経てあるものを背負った、しかも拗れて生きた日本人の心、自我」を、松本清張の方法で「この世の中の細部を書くことができる」と思ったことから生まれた。『耳』では主婦と生活社争議、『火の笛』でキャノン機関、『赤い燈台』で新潟の地盤沈下、『銀の川』で豚肉業界問題、『黒壁』で吉野・熊野地方における電源開発、『海の墓標』で歯舞色丹における昆布漁、『死の流域』では北九州の炭鉱で起きた生き埋め事故、『虚名の鎖』では女優と映画会社の関係といった当時の社会問題を取り上げた。山林業界にも関心を持ち、『死火山系』では、1961年の浅間山噴火を背景に”山林未開放”の悲劇を描いた。篠田一士は『霧と影』の魅力は、社会派推理小説としての他に「宿命に呪われた人間の呻きであり、さらに、そういう宿命からのがれようとしながらもしながらもついにのがれることのできない人間の業の深さ」であり、また登場人物の生まれ育った場所（若狭海岸）の風景描写に「呪われた土地、さらに呪われた人々の業まで彷彿とさせる点で、描写をこえて象徴の域にまで達している」と評している。米軍兵のオンリーの女の悲劇を描く『爪』が1960年に発表されると、『文学界』が選ぶ「文壇十大ニュース」の「推理小説の新傾向の代表的作品」に選ばれ、「純文学できたえた強みが推理小説を文学化している」（『朝日新聞』）とも評された。『虫の宴』では「リトロン」という架空の合成繊維をめぐる繊維業界が舞台で、1958年から日本で生産が始まったテトロンと、業界内の競争や特許訴訟を背景にしている。繊維業界を扱った作品として、『野の墓標』『眼』もある。『鶴の来る町』では国鉄のストライキの影響で生活の糧を奪われた庶民の悲劇を描いている。『巣の絵』は当時流行していた贋札事件を題材にしながら、若狭湾出身者の「人生的詩情」も漂わせている。
これらの作品に対しては、「松本清張の出現で推理小説は社会性を持つようになったが、水上勉はなおその上に思想性を加えようとしている」（『東京新聞』1960年4月30日）と評され、また荒正人は「この作者の素質は、社会的なものより、人間の本質に関して、実存的な把握にむいているのではないか」（『日本推理小説大系 15』）と述べている。伊藤整も「『純』文学は存在し得るか」（『群像』1961年11月号）で「前者（松本清張）がプロレタリア文学が昭和初年以来企てて果たさなかった資本主義の暗黒面の描出に成功し、後者（水上勉）が私の読んだところでは『雁の寺』の作風によって、私小説的なムード小説と推理小説の結びつきに成功すると、純文学は単独で存在し得るという根拠が薄弱に見えてくるのも必然なことなのである」と驚きを表した。篠田一士は、水上の社会派推理小説のスタイルを「彼自身の想像力の運動のうねりが激しく、ときには、放埓にとめどなく流れる。」「そこには、まさしくロマネスクとよぶにふさわしい世界がくりひろげられるのである。」と評している。
しかし水上自身は『海の牙を上梓した時には「社会派作家を捨てる心をきめていた」、そして「週刊誌も月刊誌もどこでも殺人小説を歓迎していた。ところが当人の私は『雁の寺』を書いて、毎晩うなされるようになった。人殺しのことばかり考えてそれを書きつづけてくたくたになる日常は、異常であった」「小説を書く気力を失っていった。考えたことは『誰を殺すか』ではなくて、『誰を生かさねばならぬか』ということのようであった」（『金閣と水俣』）と考えており、直木賞受賞を機に師の宇野浩二や中山義秀からも人間を書くようにと言われたことで、推理小説からは遠ざかるようになった。
『五番町夕霧楼』と『金閣炎上』は金閣寺放火事件がモチーフであり、『五番町夕霧楼』について奥野健男は、三島由紀夫の『金閣寺』が「敗戦により挫折した世代の一員としての共感と、唯美主義の立場」から事件を捉えているのに対し、犯人の青年と同じ山陰の寒村から京都の寺に預けられたという似た経歴を持つ水上は、同郷の女郎となった少女との「色欲を超えたおたがい不幸をなめあうような宿命的な愛といつくしみ」を通して描くことができたと述べている。『金閣炎上』は郷里も近く、かつて会ったこともある犯人の林養賢の生い立ちから事件発生、そして病死するまでの足跡を追い、その内面への洞察を深めて事件から30年近くなった1979年に発表され、「眩ゆい京都の文化と「美」を、その底辺で支えてきた地方出身の無数の庶民」の心を描き、「「文学」の問題にとどまらず、「歴史」を見る一つの展望の場を作り出した」（饗庭孝男）と評された。『銀の庭』は当時銀閣寺事件と呼ばれた事件を題材にした創作で、自身の徒弟生活をもとにした細部のリアリティに「絶対的な魅力」「普遍的な真実性」がある作品されるが、裁判で作品が読み上げられるなど、禅宗教団の腐敗を表すものとして物議を醸し、水上は相国寺派から出入り差し止めとされた。
『雁の寺』で主人公の少年の生い立ちに用いた故郷に言い伝えられる旅の瞽女のことを、『はなれ瞽女おりん』でも小説にし、これを戯曲化したものが有馬稲子主演で舞台化され、全国で上演された。『うつぼの筐舟』『越後つついし親不知』なども北陸の風土を背景にした作品。日本の伝統工芸の世界を題材にした『櫻守』『西陣の女』などがある。『櫻守』は1968年に『毎日新聞』が代表的現代作家20人により企画した「現代日本の作家」として発表された。登場人物で主人公弥吉の師である武部庸太郎は、植物学者笹部新太郎がモデルとなっており、御母衣ダム建設に伴う桜の木の移植も重要なエピソードとして取り上げられている。
紅の製造にかけた人々を描く『紅花物語』や、和紙の紙すきの人々を描く『弥陀の舞』を、村松定孝は「作者の詩魂の根底に和讃を誦すような衆生済度のねがいがこめられている」と評し、また日本の日本の日記文学・紀行文学の語りの面白さとして、谷崎潤一郎『吉野葛』宇野浩二『山恋い』などを受け継ぐ作家であり、「庶民の心を肌で感じとり、貧しく虐げられた社会の底辺にうごめく衆生の姿を如実に捉えている」水上が、「師（宇野浩二）の話術を学び取り同時に浩二の私小説特有の湿りを自作ににじみこませた物語文学の新分野を拓いた」と述べ、泉鏡花、谷崎潤一郎を受け継いで「見事に文学的開花を成し遂げた」「純文学にして大衆小説、私小説のしめりをきかせ、しかもロマンの骨格を有する」3人目の才豊かな作家ともしている。『紅花物語』は京都で徳田珠喜の作る小町紅や、山形で紅花作りをしている今田信一らの話に材を得て、大正から戦後までの、伝統美を伝える紅作りの人々の生活を描いて、最上川流域や、奈良県月ヶ瀬梅林の風景を背景にした叙情的な紀行文的描写が効果をもたらしている。『霰』は水上の母方の祖父母である履物職人の一家をモデルにした、母とその義理の弟に当たる妾腹の二人兄弟らの、「話の六分は本当」（あとがき）という若狭に生きる人々を描いた物語で、川端康成は作者への手紙で「いま少しで名品になれないところがある」とも書いた。
『風を見た人』は全3巻の最長のロマンで、これも越後に生きた母娘の生き様を描いた。若狭の人々を題材にした作品では、しばしば『丹後若狭草民宝鑑』という架空の書物を出典として扱っている。『その橋まで』『長い橋』では、罪を犯した人々の更生保護の道を題材にしている。

### 自伝的作品
戦後に上京してからの数年を描いた『フライパンの歌』は、「「私小説」特有のリリシズムが全編に流れ、主人公の、やり場のない暗い懈怠がほとんど美的といっていい緊張をたえず読者に喚起する佳編」（篠田一士）とされ、尾崎秀樹は『雁の寺』四部作や『湖の琴』に触れて、「昏い傷跡をもつ人びとの運命が、作者の青春の階層と重なり、それが濾過された時、心象の絵は一編の叙情世界をかたちづくる」「作者みずからの幼少期の孤独や、青春の哀感が色こくやきついているところに彼の文学の特長があるのではないか」と評した。戦後の一時期に田中英光らと飲み歩いていたことはエッセイ『冬日の道』に語られている。
主に昭和50年代から、少年時代や戦後などを回想した自伝的作品（私小説）を執筆。少年期の記憶を元にした「太市」「千太郎」、上京した22歳から終戦までを描いた『冬の光景』、戦中の輜重隊での経験を描いた『兵卒の鬃』、終戦の日の出来事「リヤカーを曳いて」、分教場での生活を綴った『椎の木の暦』、出奔した妻が残した子供を育てた記録『凍てる庭』、宇野に親しかった村上八重との交流とその死を記した「ながるる水の」などがある。これらについて饗庭孝男は、登場人物たちを「最後には自然のなかに、永遠の慰めのようにおいている」と評し、柳田國男の考えていた常民の生き方を表現し、その心性に深く根ざした独特の味わいがあるとも述べている。1966年連載の『樹影（石を抱いた樹）』では、主人公が戦後の混乱期に行方の知れなくなっていた息子と20数年ぶりに再会し、息子は父を責めるが、これは1977年に再会した窪島誠一郎への「一種の贖罪のために書かれたのではなかったか」という指摘もある。
満州に渡った時に苦力監督見習いだった記憶を元に、1986年に再びその地を訪問し、その時の体験と感傷は『瀋陽の月』として小説化した。若狭湾に原発が林立し始めることにも疑問を持ち、発言を行なっており、晩年の作『故郷』でも若狭湾の原発を取り上げている。徴兵体験からは、輜重隊の輓馬隊にいたことによる、軍馬の世話をする兵士を描いた『馬よ花野に眠るべし』『兵卒の鬃』がある。また1970年に没した父をモデルにした『冥府の月』、1980年に没た母の思い出を語った「母一夜」などや、祖母についての心情『壷坂幻想』もある。
『わが六道の闇夜』は幼少期から、最初の妻と郷里に帰る時期までを、仏法や一休禅師の生き様に照らしながら回顧したもの。『わが華燭』は長女の結婚に際して、その誕生からの思いを綴っている。

### 歴史と仏教
江戸初期の若狭での農民一揆を描く『城』（1965年）以後、『湖笛』『佐渡の埋れ火』『玉椿物語』などの歴史小説を書いている。1964年に俳優の中村賀津雄に頼まれて、江戸時代の丹後ちりめんの飛脚を題材にした戯曲「縮緬飛脚」を書き、観世栄夫により舞台化されたが、これを長編小説化したのが『ちりめん物語』となった。1970年頃に越前一乗谷朝倉氏館跡、通称戦国村が文化庁による広域文化財の対象となったことで、福井県の朝倉氏遺跡保存協議会の委員に選出され、その時の知見から、若狭の大名武田元明を描く『流れ公方記』、朝倉氏の悲劇を描く『越前一乗谷』などを書いた。
『蓑笠の人』は良寛の越後時代を通してみた農民の生活を描いたもので、良寛については評伝『良寛』『良寛を歩く』などの著書もあり、また仏僧の評伝として『一休』『沢庵』『良寛正三白隠』がある。『良寛 正三 白隠』序文では「このところ、禅門の異端といわれた高僧のことをことを調べているうちに、このような文章が出来た。いわゆる教団派の高僧伝は、その人となりを記録するのに、護法の立場から神格化するところが多い。」と執筆動機を語り、自身の体験からくる彼らへの共感をもって、庶民の中にいて自身の「矛盾と罪苦に悩みつづけている」姿を描こうとした。『城』では堀口伝右衛門という人物の残した「拾椎実記」、『蓑笠の人』では「越佐草民宝鑑」、『一休』では元禄年間の刊行物を元に書かれたという「一休和尚行実譜」といった創作文書を軸にしているところに共通点があり、幸田露伴の「虚言を束し来たって歴史あり」という言葉を方法論としていることを語っている。『一休』は自身の体験を踏まえて、「大方の研究が触れようともしない閉ざされた僧院生活の中の、隠微な性の実態に足を踏み入れ」、また青年時代の「市井貧民の中で香包や、雛人形の衣を作った」生活を想像して、「社会の最底辺で這うように生きている人間にこそ生活があり、かれらのためにこそ禅はなければならぬと悟った一休の思想的な帰結」を描き出した。これらの作品について不破哲三は「どんな問題を見るときにも、弱者の立場、底辺の立場から人間をとらえ、社会をとらえる」「過去の時代についても、作者の目が、しいたげられた底辺の人々にしっかり向けられている」と評している。
1980年の中村元との対談では、「一般学会での討論には出ないような質問により、新たに問題意識を提起されることになりました。」「水上さんは深層心理の領域にまで食い込んで、重大な問題点をえぐり出してこられました。」と評された。また1980年頃から良寛ゆかりの地を訪ね歩いていたのを、NHKで番組化することになり、『良寛を歩く』として放送された。同じ若狭本郷の明治時代の禅僧で、鈴木大拙、西田幾多郎が学んだ雪門玄松の評伝『破鞋』も執筆し、その生涯に「新しい時代の「在家仏教」の先駆者」の姿を見出している。
古河力作も同じ若狭出身であることから興味を持ち、その弟を平凡社の記者から紹介され、資料提供を得て『古河力作の生涯』を執筆した。中国の宋明の時代を舞台にした作品集『清富記』もある。

### 竹人形
生家や瑞春院が竹藪に囲まれていたことから、催しで福井市で竹細工師尾崎欽一の竹人形をもらい、続いて神田の古本屋街で竹細工の本を見たことで思いついて1963年に「越前竹人形」を執筆。これは谷崎潤一郎から「日本の最高水準をゆくもの」と絶賛された。若尾文子主演で映画化、菊田一夫演出で舞台化され、舞台指導に尾崎欽一が参加し、これ以降北陸一帯で竹人形が土産物としてブームになった。
20歳頃に若狭で村芝居をしたり、助教時代に書下し戯曲で戦没者遺家族慰問公演を行うなど芝居好きであり、かつて文楽「名塩川」を書きおろすなど人形劇に関心の深かったこともあり、その後佐渡ののろま人形を見たのに刺激され、これを竹人形で作って見たいと考え、さらに人形劇で『越前竹人形』をやってみようと、1975年に有志により「越前竹人形制作の会」が生まれ、大田原市の竹細工師八木沢敬造に人形作りを依頼、世田谷に工房を作って準備を進め、明大前の窪島誠一郎所有の小劇場で木村光一演出で公演を行った。これが好評だったため、一座を組んで1年半ほど全国で巡演する。さらに1978年に大きな人形での公演を考え、佐分利村の人形師岸本一定に人形を依頼、軽井沢の山荘で準備を行い、越前落城における柴田勝家とお市の方の悲劇を描いた「北の庄物語」を、福井市、鯖江市、枚方市で公演した。
竹人形の面を製作するために、『天工開物』を参考にして竹紙を漉くことを始め、若狭、次いで北御牧村で工房を作り、一時は赤土舎ギャラリイの名での販売や、竹紙を画紙としたり、竹紙本の制作も行い、『山の暮れに』の新聞連載時の秋野不矩による挿絵も竹紙で描かれた。これらは沖浦和光『竹の民俗誌』（岩波書店、1991年）でも日本での竹紙製造として紹介された。 またリューマチで左手の指三本が動かなくなっていた治療も兼ねて、若狭や茶碗などを作り始め、心筋梗塞の治療中に指が動くようになった頃からは北御牧村で骨壷作りも始めた。この時期の小説『山の暮れに』も骨壷作りの男が主人公の物語である。

### エッセイ・戯曲など
直木賞受賞後に1年間かけて各地を巡った紀行文集『負籠の細道』は、「絶壁の地の果て・親不知」ではこの訪問が『越後つついし親不知』の発想となったこと、「雷電海岸の郷愁」では岩内町で起きた大火の話を聞き、町役場の職員から「水上さん、ひとつ、この雷電の海を、小説に書いてくださいよ…」と言われたことが『飢餓海峡』の執筆の契機になったことなどが語られている。
童話『蛙よ木からおりてこい』は新潮少年文庫の一冊として、1972年に書き下ろしで発表された。これを小松幹生の脚本化により劇団青年座で1977年頃から全国で公演して好評となり、1979年には芸術祭優秀賞、厚生省児童福祉文化賞などを受賞した。その後水上自信が脚本化を行って公演、脚本は若狭一滴文庫から刊行した。1980年に『ブンナよ、木からおりてこい』と改題、改訂して、くるま椅子劇場の資金集めのために三蛙房にて発行し、主に水上の演劇公演先で販売。1986年には国連加盟30周年記念行事としてアニメ映画化され、世界各国で上映された。同時に原作の再改訂版を新潮文庫より刊行。アンデルセンの童話にも惹かれており、戯曲「あひるの靴 - アンデルセンの一生」(1980年)も執筆している。東北地方が舞台の小説『父と子』を発展させた戯曲『釈迦内柩唄』は、戦時中の中国人・朝鮮人強制労働を扱ったもので、韓国でも公演された。
池田彌三郎に招かれて慶應義塾大学の折口信夫記念行事で講演をした際に、故郷若狭の「おんどろどーん」という山の音の話をしたところ、これを書物にしてはどうかと勧められ、故郷での記憶を『若狭幻想』として執筆した。軽井沢で自ら育てた野菜や山菜による、小僧時代の知識を活かした精進料理を紹介する『土を喰う日々』や、『閑話一滴』などのエッセイでは、自作のスケッチを挿絵としている。『週刊女性』編集長だった丸元淑生の依頼でエッセイ「女ごころ風景」を1972年から連載、成城の自宅の庭に桜の木があり、旧平塚らいてう邸の裏庭に通じていたことを書いたところ、大岡昇平が訪れ、河口慧海の妹で歌人の竹野せいが毎年桜を見にくるようになり、また作家の小林美代子とも交流が生まれた。『わが女ひとの記』は、雑誌『太陽』の編集者から「身辺に登場した女性について書いてくれ」と頼まれて連載したもので（あとがき）、京都五番町遊廓の女についてなど11編から成る。

## 著作一覧

### 小説
- 『フライパンの歌』文潮社 1948 角川文庫
- 『風部落』文潮社 1948
- 『霧と影』河出書房新社 1959 のち新潮文庫、角川文庫
- 『海の牙』河出書房新社 1960 のち角川文庫（『別冊文藝春秋』1959年12月号に「不知火海沿岸」で発表、加筆改題し『海の牙』）朝日新聞社1972
- 『耳』光文社カッパノベルス 1960 のち角川文庫
- 『巣の絵」新潮社 1960（『週刊スリラー』1959年8月-1960年3月）のち角川文庫
- 『火の笛』文藝春秋新社 1960
- 『うつぼの筐舟』河出書房新社 1960 のち角川文庫
- 『爪』光文社カッパ・ノベルス 1960 （『宝石』1960年9-1961年1月号） のち中公文庫
- 『赤い袈裟』角川小説新書 1961
- 『銀の川』角川書店 1961（『週刊文春』1960年12月5日-1961年1月23日） 文庫
- 『黒い穽』光風社 1961（短編集）
- 『虚名の鎖』光文社カッパ・ノベルス 1961（『週刊明星』1960年10月-1961年5月号） のち集英社文庫、光文社文庫
- 『雁の寺』文藝春秋新社 1961（『別冊文藝春秋』1961年3月号）のち文庫、新編「雁の寺・越前竹人形」新潮文庫
- 『蜘蛛の村にて』桃源社 1961（短編集）
- 『決潰』新潮社 1961（『新潮』1961年9月号）のち角川文庫
- 『黒壁』角川書店 1961（『新週刊』1961年5月11日-11月30日）
- 『棺の花』文藝春秋新社 1961（『オール讀物』1961年10、12月号）
- 『野の墓標』新潮社 1961（『小説新潮』1961年1-12月号） のち集英社文庫
- 『若狭湾の惨劇』角川書店 1962（『旅』1960年5-11月号）
- 『花の墓標』中央公論社 1962（『婦人公論』1962年1-7月号）
- 『死の挿話』河出書房新社 1962（短編集）
- 『死の流域』中央公論社 1962（『小説中央公論』1961年10、1962年1月号、その後加筆） のち角川文庫
- 『虫の宴』新潮社（ポケット・ライブラリ）1962（『福井新聞』他 1960年1月1日-8月25日）集英社文庫『蟲の宴』
- 『海の葬祭』文藝春秋新社 1962（『紳士読本』1961年6月-1962年2月）
- 『雁の死』文藝春秋新社 1962
- 『オリエントの塔』文藝春秋新社（ポケット文春）1962（『オール讀物』1962年1-10月号）
- 『眼』光文社カッパ・ノベルス 1962（『評』1960年10月-1961年4月連載「蒼い渦」を加筆） 文庫
- 『ヨルダンの蒼いつぼ』集英社 1962、ソノラマ文庫 1976
- 『五番町夕霧楼』文藝春秋新社 1963（『別冊文藝春秋』1962年9月号） のち角川文庫、新潮文庫、小学館
- 『枯野の人』光風社 1963
- 『西陣の蝶』中央公論社 1963（短編集）
- 『薔薇海溝』光文社カッパ・ノベルス 1963（『週刊女性』1962年5月2日-12月26日号） のち文庫
- 『空白のカルテ』光風社 1963（短編集）
- 『蒼い実験室』文藝春秋新社（ポケット文春）1963（『週刊文春』1962年1月1日-12月24日）
- 『越前竹人形』中央公論社 1963（『文芸朝日』1963年1-5月号） のち新潮文庫、中公文庫
- 『飢餓海峡』朝日新聞社 1963（『週刊朝日』1962年1-12月号、連載後加筆して単行本化） のち新潮文庫、河出書房新社
- 『銀の庭』文藝春秋新社 1963（『文藝春秋』1962年4-11月号）のち角川文庫
- 『盲目』角川小説新書 1963（短編集） のち文庫
- 『死火山系』角川書店 1963（『大阪新聞』夕刊 1962年9月4日-1963年5月13日、刊行時加筆）のちカッパ・ノベルズ、光文社文庫
- 『告白』河出書房新社 1963、のち『告白・女心遍歴』講談社（ロマン・ブックス）1967
- 『越後つついし親不知』光風社 1963（『別冊文藝春秋』1962年12月号、他7編収録）のち角川文庫、新潮文庫（自選作品集）
- 『若狭草紙』桃源社 1963（新聞三社連合 1961年7月19日-1962年5月17日）
- 『沙羅の門』講談社 1964（『週刊現代』1963年10月10日-1964年5月7日） のち中公文庫
- 『好色』新潮社 1964（『新潮』1964年9月号） のち角川文庫
- 『波影』文藝春秋新社 1964（『文藝春秋』1964年4-6月号） のち角川文庫
- 『赤い灯台』新潮社 1964
- 『あかね雲』講談社 1964（『小説現代』1964年3,7,9,10.11月号） のち中公文庫
- 『那智滝情死考』講談社 1964（『小説現代』1963年2月号-） のち角川文庫
- 『高瀬川』河出書房 1964 のち集英社文庫
- 『三条木屋町通り』中央公論社 1964
- 『吹雪の空白』光文社カッパ・ノベルス 1964
- 『流旅の花』光風社 1964（『京都新聞』1963年6月5日-12月6日）
- 『しがらき物語』新潮社 1964（『小説新潮』1964年10月号、「続しがらき物語」1964年11月号） のち集英社文庫
- 『砂の紋章』集英社（コンパクト・ブックス）1965（『週刊明星』1963年12月1日-1964年12月27日） のち文庫
- 『海の墓標』講談社 1965（『日本』1962年11月-1963年12月号）
- 『鶴の来る町』文藝春秋新社 1965（『別冊文藝春秋』1963年9月-1964年6月号） のち角川文庫
- 『比良の満月』桃源社 1965（短編集）
- 『春の波濤』講談社 1965
- 『坊の岬物語』河出書房新社 1965
- 『おきん』新潮社 1965 のち文春文庫
- 『有明物語』中央公論社 1965（短編集、『別冊文藝春秋』1964年9月号など） のち角川文庫
- 『京の川』新潮社 1965（『小説新潮』1965年2-12月号） のち文庫
- 『湖の琴』講談社 1966（角川文庫 1968年）（『読売新聞』1965年7月23日-66年6月8日）
- 『京都物語』全6巻 全国書房 1966-1967
- 『野の鈴』講談社 1966（『婦人倶楽部』1963年6月-1965年12月） のち文庫
- 『鷹の鈴』集英社 1966（『信濃毎日新聞』など8紙、1965年7月-1966年6月）
- 『銀の座』講談社（ロマン・ブックス）1966
- 『私の受けた家庭教育』有紀書房 1966
- 『湖北の女』集英社（コンパクト・ブックス）1966（『週刊女性』1965年3-12月） のち文庫
- 『無縁の花』桃源社（ポピュラー・ブックス）1966（短編集）
- 『おえん』桃源社（ポピュラーブックス）1966
- 『螢』東京文芸社 1966
- 『蜘蛛の村にて』桃源社（ポピュラー・ブックス）1966
- 『湖笛』毎日新聞社 1966（『毎日新聞』夕刊1963年11月15日-1964年12月13日） のち角川文庫
- 『城』文藝春秋 1966（『文藝春秋』1965年10-12月号） のち文庫
- 『島へ』新潮社 1966。『波の暦』角川文庫 1985（『週刊新潮』1964年11月-1965年10月連載を改題）
- 『霰』新潮社 1967 のち文庫（『小説新潮』1966年8-10月）
- 『凍てる庭』新潮社 1967（『サンデー毎日』1965年8月-1966年6月号） 文庫
- 『鐘の音』文藝春秋 1967（短編集）
- 『くも恋いの記』青春出版社 1967 のち集英社文庫
- 『ちりめん物語』文藝春秋 1967（『別冊文藝春秋』1965年12月-1966年9月号）
- 『日本海辺物語』（上・下）雪華社 1967（短編集）
- 『くるま椅子の歌』中央公論社 1967（『婦人公論』1964年10-1966年7月号） のち文庫
- 『山襞・海鳴』中央公論社 1967（戯曲集）
- 『陽だまりの歌』講談社 1967
- 『檻を出る女』春陽文庫 1967
- 『火の笛』東方社 1967 のち角川文庫
- 『黒百合の宿』春陽文庫 1967（短編集）
- 『西陣の女』新潮社 1968 のち文庫
- 『猿おがせ』講談社 1968
- 『佐渡の埋れ火』文藝春秋 1968（『文藝春秋』1968年6月号） のち文庫
- 『しらかわ巽橋』集英社（コンパクト・ブックス）1968 のち文庫
- 『雪のなかの花』新潮社 1968（『文芸朝日』1964年2-6月号 「雲の碑」改題）
- 『女の森で』サンケイ新聞社出版局 1969（『週刊サンケイ』1967年7月24日-1968年6月10日） のち文春文庫
- 『櫻守』新潮社 1969（『毎日新聞』1968年9月4日-12月28日） のち文庫
- 『弥陀の舞』朝日新聞社 1969（『週刊朝日』1968年3月-1969年2月号） のち角川文庫
- 『紅花物語』主婦の友社 1969（『主婦の友』1968年1月-1969年10月） のち角川文庫
- 『狩野芳崖』中央公論社 1969（戯曲集）
- 『男色』中央公論社 1969（『話の特集』1967年4-6月号） のち角川文庫
- 『波影・貴船川』角川文庫 1969
- 『霙』講談社 1969（短編集）
- 『樹影』講談社 1970（『東京新聞』1966年7月8日-1967年6月30日）（改題『石を抱いた樹』講談社文庫）
- 『枯木の周辺』中央公論社 1970
- 『花の村 海の村』三笠書房 1970
- 『木綿恋い記』文藝春秋 1970（『読売新聞』1968年10月15日-1969年10月3日） のち文庫
- 『凩』新潮社 1971
- 『北国の女の物語』講談社 1972（『小説現代』1965年1月-1966年12月号「悲母観音」改題） のち文庫
- 『玉椿物語』新潮社 1972（『京都新聞』他地方紙 1970年5月7日-1972年4月12日） のち文庫
- 『兵卒の鬃』新潮社 1972（『新潮』1972年9月号） のち角川文庫
- 『静原物語』中央公論社 1972（『中央公論』1970年10月-1971年7月号連載） のち文庫
- 『鈴の鳴る人 第1部』毎日新聞社 1972（『サンデー毎日』1971年1月3日-3月26日）
- 『古河力作の生涯』平凡社 1973（『太陽』1972年1月-1973年6月号） のち文春文庫
- 『風を見た人』講談社 1973（『週刊女性』1968年1月-1972年5月） のち文庫
- 『釈迦浜心中』新潮社 1973
- 『冥府の月』筑摩書房 1973（『文芸展望』1973年4月号） のち集英社文庫
- 『焚火』文藝春秋 1973（『日本経済新聞』1972年9月13日-1973年3月29日） のち文庫
- 『流れ公方記』朝日新聞社 1973（「流れ公方記」は『淡交』1971年1-12月連載「霊陽院殿往還記」から改題、「緋の雪」「鴉」所収） のち集英社文庫、「足利義昭」人物文庫
- 『馬よ花野に眠るべし』新潮社 1973（『小説新潮』1973年1-4月号） のち角川文庫、中公文庫
- 『火の舞い』講談社 1974 のち文庫
- 『その橋まで』新潮社 1974 のち文庫
- 『はなれ瞽女おりん』新潮社 1975（「はなれ瞽女おりん」『小説新潮』1974年2月号、「はなれ瞽女口伝」『小説新潮』1974年8月号）、のち文庫、新編「越後つついし親不知・はなれ瞽女おりん」
- 『蓑笠の人』文藝春秋 1975（『別冊文藝春秋』1974年6月号）
- 『越前一乗谷』中央公論社 1975（『歴史と人物』1974年2-1975年2月号） （中公文庫『越前記』収録）
- 『一休』中央公論社 1975（『海』1974年4-11月号） のち文庫
- 『近松物語の女たち』中央公論社 1977（『ミセス』1975年1月-1976年12月号） のち文庫
- 『壷坂幻想』河出書房新社 1977 のち文庫、講談社文芸文庫（短編集）
- 『寺泊』筑摩書房 1977 のち新潮文庫（短編集）
- 『道の花』新潮社 1977（『婦人之友』1975年1月-1976年10月号「草と石ころ」改題） のち文庫
- 『帰山の雁』実業之日本社 1976 のち角川文庫
- 「藤島の戦い」（『戦乱日本の歴史 5 南朝の悲史』小学館 1977年）（改題「義貞記」、中公文庫『越前記』収録）
- 『わが風車』新潮社 1978　のち「寺泊・わが風車」文庫
- 『霊異十話』河出書房新社 1978 （改題『乳病み』河出文庫）（短編集）
- 『てんぐさお峰』中央公論社 1979（短編集） のち文庫
- 『鳰の浮巣に』読売新聞社 1979（『週刊読売』1978年1月1日-8月6日） 「古都暮色」角川文庫
- 『虎丘雲巌寺』作品社 1979
- 『山門至福』集英社 1979
- 『金閣炎上』新潮社 1979（『新潮』1977年1月-1978年12月） のち文庫
- 『鳩よ』角川書店 1979
- 『冬の光景』毎日新聞社 1980 のち角川文庫（『毎日新聞』1978年7月-1979年4月）
- 『椎の木の暦』中央公論社 1980（『信濃毎日新聞』他 1979年2-10月） のち文庫
- 『父と子』（上・下）朝日新聞社 1980-1981（『朝日新聞』1980年1-11月） 文庫
- 『北京の柿』潮出版社 1981
- 『谷捨蔵の憂鬱』講談社文庫 1981
- 『母一夜』新潮社 1981（短編集） のち文庫
- 『生きる日々』ぶどう社 1981
- 『人の暦 花の暦』毎日新聞社 1981
- 『地の乳房』福武書店 1981 のち文庫
- 『昨日の雪』新潮社 1982
- 『修験峡殺人事件』角川書店（カドカワノベルズ）1982 のち文庫
- 『白蛇抄』集英社 1982 のち文庫
- 『草隠れ』構想社 1982
- 『若狭幻想』福武書店 1982 のち文庫（短編集）
- 『金色の淵』潮出版社 1983 のち文庫
- 『長い橋』新潮社 1983 のち文庫
- 『京の夕立ち』集英社 1983 のち文庫（中短編集「京の夕立ち」「おみわの話」「冬の蜜月」）
- 『洛北女人館』主婦と生活社 1983
- 『良寛』中央公論社 1984 のち文庫
- 『樹下逍遥』朝日新聞社 1984
- 『石よ哭け』径書房 1984
- 『鳥たちの夜』集英社 1984 のち文庫
- 『箒川』新潮社 1986
- 『秋夜』福武書店 1986 のち文庫、小学館
- 『瀋陽の月』新潮社 1986 のち文庫
- 『沢庵』学習研究社（書きおろし歴史小説シリーズ）1987 のち中公文庫
- 『生きる日死ぬ日』福武書店 1987
- 『釈迦内柩唄』若州一滴文庫 1987 のち新日本出版社（戯曲）
- 『現代民話』平凡社 1988 のち同ライブラリー
- 『才市』講談社 1989　のち講談社文芸文庫『才市・蓑笠の人』
- 『出町の柳』文藝春秋 1989（短編集『オール讀物』1987年4月号-1989年5月号） のち文庫
- 『山の暮れに』毎日新聞社 1990 のち集英社文庫
- 『竹の花』若州一滴文庫 1991 水上勉肉筆画一葉入り 限定五十部出版
- 『寺泊』若州一滴文庫 1992 水上勉肉筆画一葉入り 限定五十部出版
- 『醍醐の桜』新潮社 1994（短編集）
- 『清富記』新潮社 1995 のち文庫
- 『故郷』集英社 1997 のち文庫（『京都新聞』『福井新聞』ほか地方紙 1987年7月-）
- 『虚竹の笛-尺八私考』集英社 2001 のち文庫
- 『たそ彼れの妖怪たち』幻戯書房 2003（短編集）
- 『花畑』講談社 2005（『群像』1993年-94年）
- 『筑波根物語』河出書房新社 2006（『中央公論』1965年8-11月号）（横瀬夜雨のこと）

### 伝記・随筆・回想
- 『日本の壁』光風社 1963（エッセイ集）
- 『負籠の細道』中央公論社 1965（紀行文集、『旅』連載「日本の底辺紀行」改題） のち集英社文庫
- 『雁帰る』徳間書店 1967（エッセイ・紀行文集）
- 『恋愛と人生の45章』光風社書店 1967
- 『私の幸福論』大和書房 1968 のち女性論文庫
- 『失われゆくものの記』講談社 1969（紀行文、『太陽』1967年9月-1968年12月） のち集英社文庫
- 『失なわれた心』文和書房 1970（エッセイ集）
- 『一匹のひつじ』大光社（語りおろしシリーズ）1970（エッセイ集）
- 『旅雁の記』大光社 1970（エッセイ集）
- 『しあわせの心の架け橋』光風社書店 1970（エッセイ集）
- 『冬日の道』中央公論社 1970（『東京新聞』1969年10-12月）（エッセイ）
- 『水上勉の本』作家自身のシリーズ：ベストセラーズ 1970
- 『わが華燭』朝日新聞社 1971（エッセイ集）のち朝日文庫 1984年（「わたしに家庭があったか」「ああ京の五番地」「青春放浪」「じじばばの記」「竹の音」「長府の人」収録）
- 『宇野浩二伝』中央公論社 1971（『海』1970年8-1971年9月号） のち文庫
- 『わが山河巡礼』中央公論社 1971（紀行文、『太陽』1969年5月-1970年10月） のち文庫
- 『生きるということ』講談社現代新書 1972
- 『私のなかの寺』作家の自画像：昭和出版 1972
- 『越前戦国紀行 歴史と文学の旅』平凡社 1973 （中公文庫『越前記』収録）
- 『わが六道の闇夜』読売新聞社 1973（『読売新聞』1972年4月16日-1973年2月4日日曜版「わが六道の闇路」改題）

極貧の幼少期から青年期までと母への思慕を綴った記。のち中公文庫・日本図書センター
- 『金閣と水俣』筑摩書房 1974
- 『恋愛指南』角川文庫 1975
- 『禅の道紀行 歴史と文学の旅』平凡社 1975
- 『良寛 正三 白隠』秋田書店 1975
- 『日本紀行』正・続 平凡社 1975-76
- 『草ぐさの心』毎日新聞社（日本の心シリーズ）1975
- 『わが草木記』光風社書店 1975（エッセイ、『自然と盆栽』1970年4月-1972年1月号）
- 『自選作家の旅』山と渓谷社 1976
- 『足もとと提灯』正続 家の光協会 1976-77（随筆集） のち集英社文庫
- 『虫のいのちにも』大和出版（わが人生観）1977
- 『いまもむかしも愛別ばなし』文化出版局 1977 のち角川文庫
- 『花守の記』毎日新聞社 1977（『草月』1974年8月-1976年6月「育てる思想」改題）
- 『流旅の人々』実業之日本社 1977
- 『片しぐれの記』講談社 1978（随筆集）
- 『草の碑』現代史出版会 1978
- 『土を喰ふ日々』文化出版局 1978（随筆集） のち新潮文庫
- 『今生の人びと』構想社 1978
- 『水の幻想 現代の随想』日本書籍 1979
- 『片陰の道』現代史出版会 1979
- 『わが読書・一期一会』潮出版社 1979
- 『落葉帰根』小沢書店 1979
- 『軽井沢日記』三月書房 1979（随筆集、『婦人画報』1977年1-12月）
- 『骨肉の絆』筑摩書房 1980
- 『私版京都図絵』作品社 1980（『Voice』1979年4月-1980年3月） のち福武文庫、小学館
- 『京都古寺逍遥』平凡社 1980
- 『草木の声』文化出版局 1980
- 『ものの聲ひとの聲 自伝的教育論』小学館 1980 のちライブラリー（随筆集）
- 『停車場有情』角川書店 1980（『婦人画報』1978年1月-1979年12月） のち朝日文芸文庫（随筆集）
- 『女ごころ風景』集英社文庫 1982（エッセイ集）
- 『水上勉による水上勉』青銅社（試みの自画像）1982
- 『竹の精霊』小学館 1982（エッセイ集、写真中矢代憲子）
- 『わが文学 わが作法 文学修行三十年』中央公論社 1982（新書判）のち文庫
- 『働くことと生きること』東京書籍 1982（随筆集）
- 『「般若心経」を読む』PHP研究所（新書判）1983 のち文庫、単行判、中公文庫
- 『わが女ひとの記』平凡社 1983（『太陽』1981年8月-1983年3月） のち文春文庫
- 『京の思い出図絵 画文集』平凡社 1984
- 『閑話一滴』正続 PHP研究所 1986-1988 のち文庫（随筆集）、新編
- 『絵のある風景』中央公論社 1986（画文集）
- 『良寛を歩く』日本放送出版協会 1986 のち集英社文庫（紀行文集）
- 『破鞋 雪門玄松の生涯』岩波書店 1986（『世界』1985年5月-1986年6月） のち同時代ライブラリー
- 『達磨の縄跳び 画文集』実業之日本社 1986
- 『絵ごよみ　わが旅』実業之日本社 1986
- 『若狭憂愁　わが旅』実業之日本社 1986
- 『旅の思い出図絵　画文集』ミリオン書房 1987
- 『風の来る道　わが旅』実業之日本社 1987
- 『一休・正三・白隠 高僧私記』ちくま文庫 1987、新版・ちくま学芸文庫（『水上勉仏教文集』から抜粋・補筆）
- 『若狭日記』主婦の友社 1987
- 『芝居ごよみ』いかだ社 1987
- 『一休文芸私抄』朝日出版社 1987 のち中公文庫
- 『一休を歩く』日本放送出版協会 1988 のち集英社文庫
- 『禅とは何か　それは達磨から始まった』新潮選書 1988 のち中公文庫
- 『私の履歴書』筑摩書房 1989 のち日経ビジネス人文庫
- 『若狭海辺だより』文化出版局 1989 のち新編「若狭がたり」アーツアンドクラフツ
- 『木の声 草の声』家の光協会 1990
- 『谷崎先生の書簡 ある出版社社長への手紙』中央公論社 1991、新版2008（嶋中雄作への手紙）
- 『在所の桜』立風書房 1991
- 『年々の竹』立風書房 1991
- 『京都古寺』立風書房 1994
- 『京都遍歴』立風書房 1994（各・新編エッセイ）
- 『折々の散歩道　画文集』全3巻 小学館サライブックス 1993-1997
- 『心筋梗塞の前後』文藝春秋 1994 のち文庫（随筆集）
- 『骨壷の話』集英社 1994 のち文庫（エッセイ集）
- 『わが別辞　導かれた日々』小沢書店 1995、講談社文芸文庫 2025
- 『文芸遠近』小沢書店 1995
- 『私版 東京図絵』[57]朝日新聞社 1996 のち文庫
- 『一日暮し』角川書店 1996 のち文庫
- 『立往生のすすめ』倫書房 1996
- 『精進百撰』岩波書店 1997 のち現代文庫（写真随筆集）、田畑書店 2022
- 『文壇放浪』毎日新聞社 1997 のち新潮文庫、中公文庫（随筆集）
- 『京都花暦』立風書房 1998
- 『電脳暮し』哲学書房 1999 改題『老いてこそ電脳暮し』光文社知恵の森文庫 2002
- 『説経節を読む』新潮社 1999 のち岩波現代文庫
- 『泥の花 「今、ここ」を生きる』河出書房新社 1999 のち文庫
- 『仰臥と青空 「老・病・死」を超えて』河出書房新社 2000
- 『竹紙を漉く』文春新書 2001
- 『植木鉢の土』小学館 2003（新編随想）
- 『ただいまを生きる　禅の生き方』アーツアンドクラフツ 2022（新編随想）

### 児童向け
- 『父の舟子の舟』文潮社 1949年（童話集）
- 『世界の文豪』あかね書房 1952（世界伝記文庫）1952
- 『蛙よ木からおりてこい』新潮社（新潮少年文庫）1972
  - 改題『ブンナよ、木からおりてこい[58]』三蛙房 1980 のち新潮文庫
- 『あひるの子-アンデルセン幻想』集英社 1976 「あひるの靴」文庫
- 『さすらい山河・地底の声』ソノラマ文庫 1977（「地底の声」は『高校進学』1962年5月-1963年3月連載「燃えよダイヤモンド」改題、「さすらい山河」は『りぼん』1966年6月-1967年12月連載）
- 『鬼のやま水 現代民話集』小学館 1982（民話集）
- 『小さな山の家にて』毎日新聞社 1999

### 現代語訳
- 『日本の古典12 心中天網島』世界文化社 1975年
- 『くさらなかった舌 日本霊異記』平凡社名作文庫 1977年
- 『平家物語　現代語訳　日本の古典10』学習研究社 1981年 のち学研文庫

### 共著
- 『若狭路』淡交社 1968、小原直久・今駒清則写真
- 『末世を生きる』山田無文対談 講談社 1974、のち立風書房、学研M文庫
- 『宗教と人間を問う』 柳田邦男 ヘップ出版 1974
- 『ふるさとの山河』 前田真三写真、田宮虎彦共著 毎日新聞社 1976
- 『京の寺』平凡社カラー新書 1977-1978
- 『人生と宗教と文学と』 柳田聖山対談 日本実業出版社 1977
- 『水上勉対談集』毎日新聞社 1978
- 『濁世の仏教』 中村元対談 朝日出版社 1980（Lecture books） のち立風書房、学研M文庫
- 『戦国合戦図』 日〓貞夫 保育社カラーブックス 1983
- 『人の世は情けの貸し借り』 藤山寛美 小学館 1984
- 『素心・素願に生きる』 広中平祐 小学館 1989
- 『マサテル』河出書房新社（メルヘンの森）1990。デービッド・マッキー絵
- 『いのちの小さな声を聴け』 灰谷健次郎 新潮社 1990 のち文庫
- 『文章修業』 瀬戸内寂聴対談 岩波書店 1997 のち知恵の森文庫
- 『青空哲学 信州水玉問答』玉村豊男 岩波書店 1999
- 『一滴の力水』不破哲三 光文社 2000、増補『同じ世代を生きて 水上勉・不破哲三往復書簡』新日本出版社 2007
- 『辞世の辞』ヘンリ・ミトワ ビジネス社 2003
- 『「雁の寺」の真実』司修 朝日新聞社 2004

### 作品集
- 『日本推理小説大系15 水上勉・樹下太郎・笹沢左保集』東都書房 1961
- 『現代長篇推理小説全集 水上勉集』東都書房 1961
- 『現代の文学35 水上勉集』河出書房新社 1964
- 『水上勉選集』全6巻 新潮社 1968
- 『日本短篇文学全集 38 岡本かの子・武田泰淳・水上勉』筑摩書房 1968

「桑の子」「棺」「北野踊り」「こおろぎの壺」収録
- 『歴史文学全集 23 水上勉』新人物往来社 1968
- 『現代長編文学全集 39 水上勉』講談社 1968
- 『国民の文学 25 水上勉集』河出書房新社 1969
- 『日本文学全集 23 水上勉集』河出書房新社 1969
- 『新潮日本文学59 水上勉集』新潮社 1972
- 『水上勉社会派傑作選』全5巻 朝日新聞社 1972-1973
- 『昭和国民文学全集 29 水上勉集』筑摩書房 1973
- 『水上勉全集』全26巻 中央公論社 1976-1978
- 『水上勉社会派小説シリーズ』全10巻 実業之日本社 1978
『銀の川・赤い灯台』『海の墓標』『黒壁・黒い穽』『虫の宴』『鷹の鈴』
『鼻・若狭湾の悲劇』『眼』『砂の紋章』『野の鈴』『薔薇海溝』
- 『新潮現代文学45 水上勉　雁の寺・金閣炎上』新潮社 1980
- 『水上勉戯曲集』中央公論社 1980
- 『水上勉仏教文集』全3巻 筑摩書房 1982 -「名僧評伝」「仏教随想」「仏教小説」
- 『水上勉紀行文集』全8巻 平凡社 1982-1983
- 『日本歴史文学館14  水上勉　湖笛』講談社 1988
- 『新編 水上勉全集』全16巻 中央公論社 1995-1997
- 『日本の風景を歩く』河出書房新社 2000
  - 『越の道』『若狭』『丹波・丹後』『近江・大和』『京都』
- 『水上勉自選仏教文学全集』全5巻 河出書房新社 2002
  - 『仏教とは何か』『一休のすべて』『良寛のすべて』
  - 『禅と人生』『流離の仏教者たち』
- 『水上勉作品集 日本の戦争』新日本出版社 2008
- 『水上勉作品集 城/蓑笠の人』新日本出版社 2008
- 『水上勉社会派短編小説集　無縁の花』田畑書店 2021
- 『水上勉社会派短編小説集　不知火海沿岸』田畑書店 2021

## ゆかりの場所・記念館
- 若州一滴文庫 - 水上勉が主宰していた若州人形座の拠点として、また宗教・美術・文学などの資料を展示する施設として水上を戸主として故郷の福井県に建設され、水上の蔵書が所蔵されている。水上の死後、おおい町に寄付され、NPO法人一滴の里が運営している。
- 一滴水記念館 - 水上の父である大工、水上覚治が1915年に福井県に建てた民家を2010年に台湾の台北県淡水鎮（現新北市）の淡水和平公園内に移築したもの。水上の著書のほか、台湾出身の作家、陳舜臣の著書が置かれている。[59]
- 世田谷区成城の自宅跡には、2008年に高級分譲マンションが建てられた[60]。
- 長野県軽井沢町にあった別荘は、改築され、2000年にフレンチレストラン「エルミタージュ・ドゥ・タムラ」として開業した[61]。

## 原作作品

### 映画
- 『霧と影』石井輝男監督、第二東映 1961年、丹波哲郎
- 『雁の寺』川島雄三監督、大映、1962年、若尾文子、木村功
- 『越前竹人形』吉村公三郎監督、大映、1963年、若尾文子、山下洵一郎
- 『五番町夕霧楼』田坂具隆監督、東映、1963年、佐久間良子、河原崎長一郎
- 『越後つついし親不知』今井正監督、東映、1964年、三國連太郎、佐久間良子
- 『波影』豊田四郎監督、1964年、若尾文子、中村嘉葎雄
- 『沙羅の門』久松静児監督、1964年、森繁久弥、団令子
- 『飢餓海峡』内田吐夢監督、東映、1965年、三國連太郎、左幸子
- 『湖の琴』田坂具隆監督、東映、1966年、佐久間良子、中村賀津雄
- 『あかね雲』1967年、松竹、篠田正浩監督、岩下志麻、山﨑努
- 『はなれ瞽女おりん』篠田正浩監督、東宝、1977年、岩下志麻、原田芳雄
- 『白蛇抄』伊藤俊也監督、東映、1983年、小柳ルミ子、杉本哲太
- 『父と子』保坂延彦監督、サンリオフィルム、1983年、小林桂樹、中井貴一
- 『土を喰らう十二ヵ月』中江裕司監督、日活、2022年、沢田研二、松たか子

### テレビドラマ
- 『黒い穽』フジテレビ 1961年
- 『棺の花』日本テレビ 1961年
- 『怒りの街』NHKテレビ 1962年（原作『海の牙』）
- 『吹雪の空白』TBSテレビ 1962年
- 『爪』NHKテレビ 1962年
- 『銀の川』NETテレビ 1962年
- 『薔薇海溝』日本テレビ 1963年
- 『西陣の蝶』NETテレビ 1963年
- 『フライパンの唄』NETテレビ 1963年
- 『盲目』TBSテレビ 1964年
- 『見合いした女』NETテレビ 1964年（原作『女心遍歴』）（伊藤雄之助、浦川麗子）
- 『高瀬川』TBSテレビ 1964年（山本富士子、芦田伸介）
- 『死の流域』東京12チャンネル 1964年（伊藤雄之助、梅津栄）
- 『沙羅の門』フジテレビ 1965年（千秋実、藤純子）（主題歌作詞を担当）
- 『京の川』フジテレビ 1965年（中村玉緒、山茶花究）
- 『草暦』NHKテレビ 1965年（三國連太郎、森光子）（書下し、芸術祭参加番組）
- 『坊の岬物語』TBSテレビ 1967年（北林谷栄、伊吹友木子）
- 『湖の琴』TBSテレビ 1967年（田島和子、岩崎信忠）
- 『加茂のおさ音』フジテレビ 1967年（河原崎長一郎）
- 『伏見の馬卒』フジテレビ 1967年（岩崎加根子、露口茂）（原作『那智滝情死考』）
- 『五番町夕霧楼』フジテレビ 1968年（茅島成美、木暮実千代）
- 『振子は止まった』日本テレビ 1968年（原作「黒い穽」）
- 『飢餓海峡』NHKテレビ 1968年（中村玉緒、髙橋幸治）
- 『おもんの女』NETテレビ 1968年（倍賞千恵子、高橋幸治）（原作『西陣の女』）
- 『日陰かずら』TBSテレビ 1968年（杉村春子、藤村志保）（原作「猿おがせ」）
- 『霰』NETテレビ 1969年（高峰秀子、中村賀葎雄）
- 『名塩川』NHK教育テレビ 1969年（竹本文字大夫、野沢喜左衛門）（新作文楽）
- 『京の川』NHKテレビ 1969年（三田佳子、露口茂）（原作「貴船川」「京の川」「高瀬川」）
- 『湖笛』NETテレビ 1970年（緒形拳、石浜朗）
- 『霰』NETテレビ 1970年（山本学、志村喬）
- 『もう一つ華燭』NHKテレビ 1971年
- 『しがらき物語』NETテレビ 1972年（緒形拳、小川真由美）
- 『風を見た人』フジテレビ 1972年（小林千登勢、村田知栄子）
- 『越前竹人形』TBSテレビ 1973年（司葉子、池田秀一）
- 『北国の女の物語』NETテレビ 1973年（佐久間良子、中村嘉葎雄）
- 『五番町夕霧楼』TBSテレビ 1974年（三浦真弓、長門裕之）
- 『女の森で』NHKテレビ 1975年（月丘夢路、中野良子）
- 『西陣の女』フジテレビ 1975年（梶三和子、永田光男）
- 『桜守』NHKテレビ 1976年
- 『太陽を見ず』テレビ朝日 1977年（太地喜和子）（原作「ひみずっ子」）
- 『飢餓海峡』フジテレビ 1978年（若山富三郎、山崎努）
- 『逆光　保護司・笹本邦明の奔走』テレビ東京 2014年（橋爪功、萩原聖人）（原作「その橋まで」）

### ドキュメンタリー・出演・その他
- 『われらの主役-憂愁の作家・水上勉』東京12チャンネル 1976年、吉村公三郎監督
- 『良寛を歩く』NHK（NHK市民大学） 1985年
- 舞踏家の下田榮子は「はなれ瞽女おりん」（1979年度芸術祭賞優秀賞）、「雁の寺」（1981年度同賞）、「五番町夕霧楼」などを公演、また小説『父と子』のモデルになった火葬場についても水上に話した[56]。

## 注
1. ↑  当初は「みなかみ」と呼ばれていたが、のちに戸籍名通りの「みずかみ」と読みを改めている。
2. ↑  「水上勉さん死去　修行・貧困・家庭崩壊・闘病…　苦労連続、文学に結晶」『読売新聞』2004年9月8日夕刊15頁。
3. ↑  『コンサイス日本人名大事典〔改訂版〕』1198-1199頁（三省堂、1990）。
4. ↑  『コンサイス日本人名大事典〔改訂版〕』1198-1199頁（三省堂、1990）、「庶民へ光、無名時代に醸成　「水上文学」の礎、証言で浮き彫り」『読売新聞』2006年3月5日朝刊大阪版31頁。
5. ↑  「人間へ深いまなざし　京の寺、修行が原点　水上勉さん死去」『朝日新聞』2004年9月8日夕刊11頁。
6. ↑  『コンサイス日本人名大事典〔改訂版〕』1198-1199頁（三省堂、1990）、「水上勉さん　85歳　死去　作家・芸術院会員」『毎日新聞』2004年9月8日夕刊1頁。
7. ↑  「水上勉さん死去　作家、85歳　『飢餓海峡』『五番町夕霧楼』
」『朝日新聞』2004年9月8日夕刊1頁。
8. ↑  「水上勉」『デジタル大辞泉』（小学館）〈2021年2月11日アクセス〉。
9. ↑  上杉佐一郎『連帯を求めて』p.62
10. ↑  『働くことと生きること』
11. 1 2 3  水上勉『泥の花』
12. ↑  『私の履歴書 - 中間小説の黄金時代』日本経済新聞社 2006年
13. ↑  野村麻里 編『作家の手料理』平凡社、2021年2月25日、144、149頁。
14. 1 2 3  『私版 東京図絵』朝日文庫 1999年
15. ↑  私の昭和史 忘れ得ぬ人びと 人生一期一会(16) 根本圭助 web松戸よみうり
16. ↑  私の昭和史 忘れ得ぬ人びと 人生一期一会(17) 根本圭助、web松戸よみうり
17. 1 2 3 4  『わが文学 わが作法』
18. ↑  『文壇挽歌物語』
19. ↑  カルチャーラジオ NHKラジオアーカイブス「水上勉」(1) 2013年3月5日放送
20. ↑  奥野健男「解説」（『死の流域』角川書店 1968年）
21. ↑  山村正夫（『日本推理作家協会賞受賞作全集13 海の牙』双葉社 1995年）
22. 1 2 3  『文章修行』知恵の森文庫 2002年
23. ↑  柴田錬三郎『地べたから物申す』集英社文庫、1995年「再び話術について」
24. ↑  『老いてこそ電脳暮し』
25. ↑  「水上勉の明大前を歩く」東京紅團
26. ↑  『わが華燭』
27. ↑  『毎日新聞』1973年1月4日。
28. ↑  『閑話一滴』
29. ↑  『朝日新聞』1986年2月26日（東京本社発行）朝刊、22頁。
30. ↑  一滴「徒然草」 » 大飯町名誉町民称号の記（2015年8月11日閲覧）
31. ↑  企画展「水上勉が描いた越前」｜図書館 - 福井県立図書館・文書館・文学館（2015年8月11日閲覧）
32. 1 2  篠田一士「解説」（『霧と影』新潮文庫 1966年）
33. ↑  浅見淵（『巣の絵』角川文庫 1969年）
34. ↑  「解説」（『野の墓標』集英社文庫 1978年）
35. ↑  酒井順子は『金閣寺の燃やし方』（講談社2010年）は人生は正反対だが、同じ題材で『五番町夕霧楼』・『金閣炎上』を書いた水上と『金閣寺』を書いた三島由紀夫 を対照している。水上は『若狭幻想』の「おんどろどん」という音、三島は『仮面の告白 』で光りで生まれたばかりの記憶を描いている
36. ↑  奥野健男（『五番町夕霧楼』角川文庫 1995年）
37. ↑  『金閣寺炎上』新潮文庫 1980年
38. ↑  『銀の庭』角川文庫、1966年（小松伸六「解説」）
39. ↑  『弥陀の舞』角川文庫 1982年
40. ↑  「愁いの詩人 水上勉」（『別冊新評 水上勉』）
41. ↑  村松定孝（『紅花物語』角川文庫 1971年）
42. ↑  小松伸六解説（『霰』新潮社 1983年）
43. ↑  尾崎秀樹「解説」（『湖の琴』角川文庫 1968年）
44. ↑  『寺泊・わが風車』新潮文庫 1984年（饗庭孝男「解説」）
45. ↑  『石を抱いた樹』講談社文庫 1984年（祖田浩一「解説」）
46. ↑  『いのちの小さな声を聴け』
47. ↑  柳田聖山「解説 巷の高僧の体臭を読みとる」（『一休・正三・白隠』ちくま文庫 1987年）
48. ↑  『一滴の力水』
49. ↑  中野孝次（『一休』中公文庫 1978年）
50. ↑  『水上勉作品集 城/蓑笠の人』「編集者のまえがき」
51. ↑  中村元（『仏教の核心が分かる 濁世の仏教』学研M文庫 2000年）
52. ↑  秋月龍珉（『破鞋 雪門玄松の生涯』岩波書店同時代ライブラリー 1990年）
53. ↑  『竹の精霊』
54. ↑  『竹紙を漉く』
55. ↑  『骨壷の話』
56. 1 2  「文庫版あとがき」（『父と子』朝日文庫、2000年）
57. ↑  朝日新聞（東京版、多摩版）に連載、1994年6月5日-1995年9月10日
58. ↑  三島事件で自衛隊員たちが、「聞こえねえぞ」「降りてこい」と言われているのに檄を飛ばし続けた三島に対する返事として書いた作品。
59. ↑  日本の古民家を台湾に移築 大地震の被災地交流が縁、47NEWS、2010/07/24[リンク切れ]
60. ↑  水上勉邸跡地に建つ菱重エステート「ディアクオーレ成城」, RBAタイムズ.
61. ↑  【2位】エルミタージュ ドゥ タムラ(美味しい軽井沢), アド街ック天国, テレビ東京.